# Steven Madeo
Steven Madeo (ur. 17 sierpnia 1977) – australijski lekkoatleta, który specjalizował się w rzucie oszczepem.
W 1996 roku zdobył brązowy medal mistrzostw świata juniorów. Złoty medalista mistrzostw Oceanii, które w 1994 odbyły się w Auckland. W tym samym sezonie został także mistrzem Oceanii juniorów. Rekord życiowy: 75,74 (23 sierpnia 1996, Sydney).